# Jörg Schmitt
Jörg Heinrich Schmitt (* 30. August 1967 in Marburg) ist ein deutscher Investigativjournalist mit den Schwerpunkten Korruption und Wirtschaftskriminalität.

## Leben
Schmitt wuchs in der Kleinstadt Biedenkopf im Hessischen Hinterland auf. Sein Vater Karl Schmitt war 30 Jahre lang Redaktionsleiter der dortigen Lokalzeitung Hinterländer Anzeiger, Jörg Schmitt begleitete ihn schon in jungen Jahren bei der Arbeit. Erste Berufserfahrungen sammelte er im Alter von zwölf Jahren als Bildredakteur, als Jugendlicher folgten auch eigene Berichte. Nach dem Abitur an der Lahntalschule im Jahr 1986 und der Ableistung seines Zivildienstes in der Heimatregion volontierte er 1988 bei der Zeitungsgruppe Lahn-Dill, wozu auch jener Hinterländer Anzeiger gehörte. Von November 1989 bis zum Juni 1994 studierte er Journalistik, Wirtschaftspolitik und Recht an der Ludwig-Maximilians-Universität München und schloss das Studium mit dem Titel Diplom-Journalist (Universität) ab. Das Thema seiner Diplomarbeit lautet "Der Metallerstreit im Osten - das Ende der Tarifautonomie".
Anschließend arbeitete Schmitt ein Jahr als Redakteur beim inzwischen eingestellten deutschen Ableger der US-amerikanischen Zeitschrift Forbes. Von August 1995 bis Dezember 2000 war er Redakteur im Wirtschaftsressort des Sterns und von Januar 2001 bis August 2003 Redakteur des Manager Magazins. Im September 2003 kam er als Redakteur zum Nachrichtenmagazin Der Spiegel. Er beschäftigte sich überwiegend mit der Untersuchung und Aufdeckung von Unregelmäßigkeiten und Affären in der Wirtschaft und im Sport: Geldwäscheverdacht gegen den Ex-Chef von Reemtsma, Bestechungen bei IKEA, Anlagebetrug, Geldwäsche, Korruption bei Siemens, Kirch-Pleite, Jürgen Emig und die Bestechung beim Hessischen Rundfunk, Reiner Calmund und sein Abschied bei Bayer Leverkusen, Achsbruch am ICE, Wirtschaftsspione aus China, Bestechung beim Handball und weiteres.
Bis Juli 2019 gehörte Schmitt dem Investigativteam des Spiegels an und war gemeinsam mit Jürgen Dahlkamp Koordinator für investigative Recherche. Nach der Bekanntgabe der geplanten Beförderung von Rafael Buschmann zum Leiter des Investigativteams verließ er das Investigativteam und wechselte in das Wirtschaftsressort. Im November 2019 gab er bekannt, dass er am 1. Mai 2020 als leitender Redakteur in das Investigativressort der Süddeutschen Zeitung wechselt. Seit Dezember 2022 ist er dort als stellvertretender Ressortleiter für investigative Recherchen tätig.
Neben seiner journalistischen Tätigkeit für die SZ ist Schmitt seit 2010 Lehrbeauftragter für Journalismus an der Ludwig-Maximilians-Universität München.

## Auszeichnungen
- 2008 wurde Schmitt zusammen mit seiner Kollegin Dinah Deckstein und seinem Kollegen Jürgen Dahlkamp für „herausragende Recherchen“ zu ihrer Titelgeschichte Die Akte Siemens – Innenansicht eines korrupten Konzerns[7] mit dem Sonderpreis der Friedrich-Vogel-Stiftung geehrt. Der Artikel habe einen „wichtigen Beitrag zur Hygiene der deutschen Wirtschaft geleistet“, hieß es in der Laudatio.[8] Dieser Text wurde des Weiteren von der Vorjury für den Henri-Nannen-Preis 2009 in der Kategorie Dokumentation vorgeschlagen.
- 2010 wurde Schmitt zusammen mit seinen Kollegen Jürgen Dahlkamp und Gunther Latsch mit dem Henri-Nannen-Preis für die „Beste investigative Leistung“ ausgezeichnet. Er gilt für die vierteilige Reportage Die Middelhoff-Oppenheim-Esch-Connection aus 2009, deren „großartige Rechercheleistung, die über Wochen immer neue Enthüllungen zu Tage förderte“ die Jury lobte.[9]
- 2011 wurde Jörg Schmitt gemeinsam mit seinen Kollegen Jürgen Dahlkamp und Gunther Latsch als Autor des Textes Angst und Verfolgungswahn – HSH-Prevent-Affäre für den Henri-Nannen-Preis in der Kategorie „Beste investigative Leistung“ nominiert.[10]
- 2012: Wirtschaftsjournalist des Jahres 2012, zweiter Preis.
- 2013 wurde Schmitt erneut für den Henri-Nannen-Preis nominiert, gemeinsam mit Kollegen für die Berichterstattung über das atomare Abschreckungspotential der israelischen Marine.
- 2016 wurde Jörg Schmitt als Mitglied eines Spiegel-Teams zusammen mit Jürgen Dahlkamp, Rafael Buschmann, Gunther Latsch, Udo Ludwig und Jens Weinreich in der Kategorie „Beste Investigation“ mit dem Henri-Nannen-Preis ausgezeichnet. Geehrt wurde die Arbeit für den Artikel „Sommer, Sonne, Schwarzgeld“, welcher im Oktober 2015 erschien. Er thematisierte die mutmaßlich gekaufte Vergabe der Fußball-WM 2006 und führte u. a. zum Rücktritt von Wolfgang Niersbach als DFB-Präsident (siehe Fußball-Weltmeisterschaft 2006 #Schmiergeldzahlungen).

## Kritik
Die Süddeutsche Zeitung nannte Jörg Schmitt „eine[r]n der erfahrensten Rechercheure in Deutschland“, kritisierte aber im März 2006 seine Vorgehensweise während der Berichterstattung des „Spiegel“ zu angeblichen Unregelmäßigkeiten bei Spielertransfers des Fußball-Bundesligisten Bayer 04 Leverkusen und die mutmaßliche Verwicklung des ehemaligen Spielers Ansgar Brinkmann und des Ex-Managers Reiner Calmund.